# Водоканал (Подольск)
Водоканал — организация городского хозяйства, обеспечивающая водоснабжение и водоотведение городского округа Подольск.

## История
История водоснабжения в Подольске начинается в 1915 году — тогда началось строительство первого общего городского водопровода. В середине 1917 года водопровод был введён в эксплуатацию — с этого года отсчитывается история подольского предприятия «Водоканал». Мощность предприятия составляла 12 000 вёдер в сутки или 7 литров на человека.
В 1928 году в Подольске началось строительство общегородской канализации. Главный коллектор вели на очень большой глубине по улице Матросской  через Стройиндустрию к реке Пахре. Строительство осложнялось трудными условиями рельефа. В том же году была открыта первая очередь городской системы канализации с системой очистки воды в специальных сооружениях за городом. В это же время была построена водонапорная башня системы «Якоби» высотой 28 метров на улице Большая Серпуховская.
После строительства второй артезианской скважины первой насосной станции в 1928 году среднесуточная норма подачи води установилась на отметке 40 литров на человека. 1 апреля 1930 года в Подольске были введены платежи за пользование водоснабжением. В 1929 году предприятие выделилось из коммунального отдела городского хозяйства в независимую структуру. В 1937 году была построена и введена в эксплуатацию вторая насосная станция с артезианской скважиной.
Во время Великой Отечественной войны многие рабочие предприятия ушли добровольцами на фронт. Старший моторист Ф. Ф. Митрохин и начальник водопроводной сети В. М. Малейнов после Победы вернулись на Водоканал. Погибли в боях за Родину: Е. С. Шумов, И. З. Никишов, В. С. Старков, И. И. Пеняев, А. Шкарманцев, Г. Зайцев, Вольников, А. А. Ишутов, Ф. Е. Черепенцев, И. И. Максимов, Е. Н. Спиркин, А. В. Васильев, А. И. Гудков, М. И. Губарев, Ф. И. Лукашин, Е. Я. Буднов. Впоследствии на предприятии трудились несколько работников-фронтовиков, в их числе: М. Т. Хорев, М. И. Даеличев, С. Зайцев, И. И. Гудков, М. С. Крутиев, В. М. Гридасов, М. М. Алексеев, А. М. Гладков, А. Ф. Гвоздев, А. К. Лахов, Е. И. Воробьева.
В 1994 году было создано муниципальное унитарное предприятие «Водоканал», выделенное из объединённого из ЖКХ Подольска и треста «Водоканал» в 1990 году Производственного объединения городского хозяйства. В 2017 году предприятие отметило 100-летний юбилей. 1 декабря 2017 года был открыт отреконструированный водозаборный узел.